# Edouard Heuer

Edouard Heuer

Edouard Heuer (* 1840 in Brügg, Kanton Bern; † 30. April 1892) war ein Schweizer Uhrmacher.
Heuer, Kind eines Schuhmachers, gründete 1860 die Uhrenmanufaktur Heuer in Saint-Imier im Schweizer Jura. 1864 übersiedelte er mit der Firma nach Biel. Bereits 1876 gründete er eine Zweigstelle in London. Ab 1880 stellte er als erster Uhrmacher Chronographen in Serienproduktion her.
Nach dem Zusammenschluss mit der Techniques d’Avant Garde TAG-Gruppe im Jahr 1985 wurde das Unternehmen in TAG Heuer umbenannt.